# Alfons-Jordan
Alfons-Jordan, Alfons I z Tuluzy (ur. 1103, zm. 1148) - hrabia Tuluzy 1112–1148, hrabia Trypolisu 1105–1109.
Był synem Rajmunda z Tuluzy i jego trzeciej żony Elwiry Kastylijskiej. Urodził się na zamku Mont-Pelerin na terenie obecnego Libanu i został ochrzczony w Jordanie (stąd jego drugie imię). Jego ojciec zmarł w 1105, gdy Alfons miał 2 lata, więc opiekę nad nim przejął kuzyn William. W 1109 został zabrany do Europy. Jego brat Bertrand przekazał mu hrabstwo Rouergue. W 1112 po śmierci brata odziedziczył również Tuluzę.
W 1125 poślubił Fajdiwę, córkę Rajmunda, pana Posquières i Uzès. Para miała razem co najmniej troje dzieci:
- Rajmunda V (1134–1194), hrabiego Tuluzy,
- Alfonsa (wspomnianego w źródłach w 1155 i 1177),
- Fajdiwę (zm. 1154), od 1151 żonę Humberta III Błogosławionego, hrabiego Sabaudii.

W pierwszej połowie lat 40. XII wieku działał na terenie hrabstwa, być może za cichym przyzwoleniem Alfonsa-Jordana, znany herezjarcha Piotr Mnich. Spowodowało to przybycie w 1145 do Tuluzy samego Bernarda z Clairvaux. Alfons-Jordan brał udział w drugiej wyprawy krzyżowej i podczas drogi do Ziemi Świętej narobił sobie licznych wrogów. Zmarł w Cezarei, a swojemu najstarszemu synowi i następcy zostawił państwo obejmujące obszar całej obecnej południowej Francji.